# Ропша
Ропша (рос. Ропша) — селище у Ломоносовському районі Ленінградської області Російської Федерації.
Населення становить 1002 особи. Належить до муніципального утворення Ропшинське сільське поселення.

## Географія
Населений пункт розташований на західній околиці міста Санкт-Петербурга.

## Історія
Населений пункт розташований на історичній землі Іжорія.
Згідно із законом від 24 грудня 2004 року № 117-оз належить до муніципального утворення Ропшинське сільське поселення.

## Населення
| 1862 | 2007 | 2010  |
| ---- | ---- | ----- |
| 778  | ↘759 | ↗1002 |